# Gonomyia (Leiponeura) lustralis
Gonomyia (Leiponeura) lustralis is een tweevleugelige uit de familie steltmuggen (Limoniidae). De soort komt voor in het Neotropisch gebied.